# Oberperfuss
Oberperfuss é um município da Áustria, situado no distrito de Innsbruck-Land, no estado do Tirol. Tem 15,26 km² de área e sua população em 2019 foi estimada em 3.097 habitantes.